# Mahamed Zakarijew
Mahamed Achmadowycz Zakarijew (ukr. Магамед Ахмадович Закарієв; ur. 10 lipca 1997) – ukraiński zapaśnik startujący w stylu wolnym. Brązowy medalista mistrzostw świata w 2021 roku.